# Пшиш
Пшиш (на руски: Пшиш; на адигейски: Пшиш) е река в Краснодарски край и Република Адигея на Русия, ляв приток на Кубан, с дължина 258 km (с лявата съставяща я река Болшой Пшиш – 270 km) и площ на водосборния басейн 1880 km².
Река Пшиш се образува на 418 m н.в., на 1 km югоизточно от село Алтубинал в Краснодарски край от сливането на реките Болшой Пшиш (лява съставяща) и Малък Пшиш (дясна съставяща), водещи началото си от северния склон на Главния (Водоразделен хребет) на Голям Кавказ. По-голямата част от течението ѝ преминава през северните разклонения на Голям Кавказ и Пшиш е типична планинска река, с тясна и дълбока долина и бързо течение. При станица Бжедуховская излиза от планината и навлиза в южната част на Кубано-Приазовската низина, където долината ѝ става широка, плитка, с полегати брегове, а течението ѝ – бавно и спокойно. В най-долното си течение е гранична река между Република Адигея и Краснодарския край. Влива се отляво в Краснодарското водохранилище на река Кубан, при нейния 265-и km, на 24 m н.в., на 3 km североизточно от адигейското село Тауйхабъл. Основни притоци: леви – Болшой Пшиш (12 km), Цице (127 km); десни – Малък Пшиш (10 km), Генайка (24 km). Има смесено подхранване с преобладаване на дъждовното с ясно изразено пролетно пълноводие. През лятото често явление са внезапните прииждания в резултат на поройни дъждове във водосборния ѝ басейн. Замръзва само в отделни студени зими. В долното течение голяма част от водите ѝ се използват за напояване. По бреговете на реката са разположени няколко десетки населени места, в т.ч. град Хадиженск в Краснодарски край.